# 刘非 (1969年)
刘非（1969年9月—），男，汉族，吉林长春人，中华人民共和国政治人物，中国共产党党员。现任中共浙江省委常委、杭州市委书记。是中国共产党第二十次全国代表大会云南省代表，第十三届全国人民代表大会吉林省、云南省代表，第十四届全国人民代表大会云南省代表。

## 生平

### 早年及吉林省
1986年9月至1990年8月在原吉林工业大学管理学院管理信息系统专业学习，1990年8月至1993年3月在工业管理工程专业就读研究生课程。先后在吉林省招商局、吉林省对外经济合作局、吉林省对外贸易经济合作厅、吉林省商务厅工作。曾任吉林省商务厅党组成员、副厅长，吉林省人民政府副秘书长、办公厅党组成员，吉林省经济技术合作局局长。
2017年7月，出任中共吉林市委副书记、吉林市人民政府市长。

### 湖南省
2019年12月，调任中共湖南省娄底市委书记、市人大常委会主任。

### 云南省
2021年10月，升任中共云南省委常委，次年1月出任云南省人民政府常务副省长。
2023年11月，改兼中共云南省委组织部部长。
2024年1月，不再兼任云南省人民政府副省长。

### 浙江省
2025年4月，调任中共浙江省委常委、杭州市委书记。